# فرهنگ در تاجیکستان

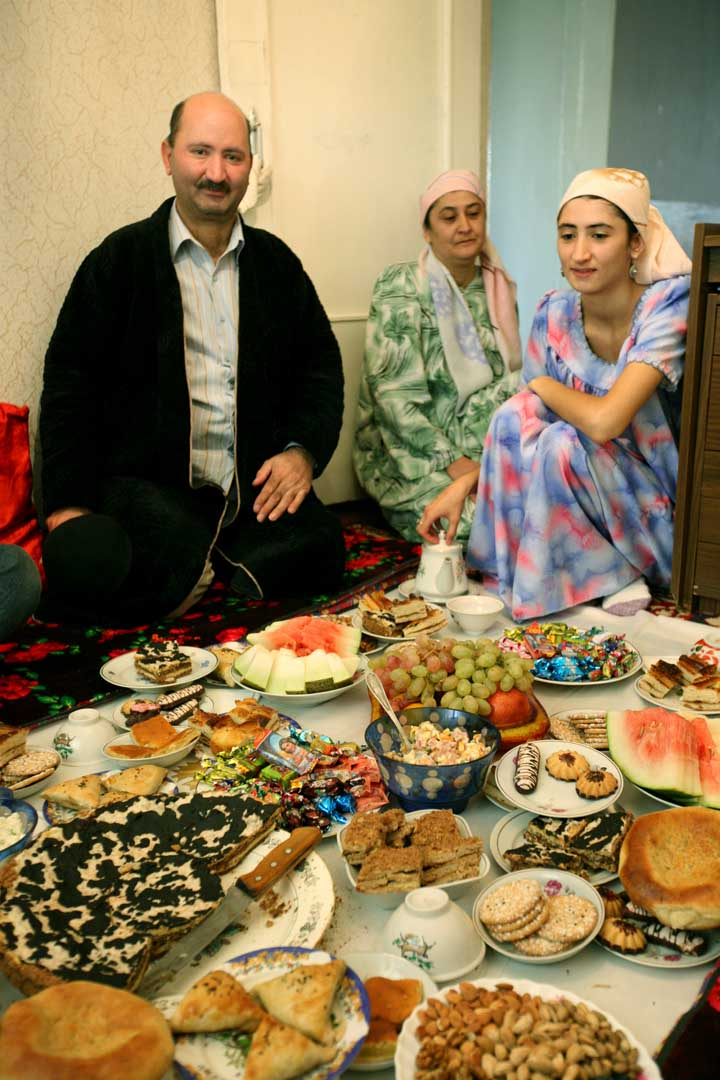
یک خانوادهٔ تاجیکستانی بر سر سفرهٔ عید فطر

فرهنگ تاجیکستان فرهنگی چند هزار ساله و غنی است. تاجیکستان کشوری فارسی‌زبان، مسلمان و واقع در فرارود و آسیای میانه است که این موارد یعنی دین اسلام، زبان فارسی و تاریخ پر فراز و نشیب فرارود شالوده‌های فرهنگی تاجیکستان را تشکیل داده‌اند. تاجیکستان رسوم و آداب محلی بسیاری دارد که برخی از آن‌ها مانند نوروز در میان کشورهای منطقه نیز موجود است.

## فرهنگ تاجیک
۱) اخلاق و عادات:تاجیک‌ها مردمانی سخت کوش، پاک اندیش، میهمان نواز، وطن دوست وبا ایمان می‌باشد.
باورشان به قول وقرار ازهمه مردم استوارتر و بر مبنای درستی و پاک دلی است، در درستی سرشناس‌اند.
موسیقی و رقص سنتی از پایه‌های زندگی آنان می‌باشد.
۲) دین و مذهب:دین اکثریت مردم تاجیکستان اسلام است، براساس آخرین آمار موجود مسلمانان ۹۰درصد جمعیت تاجیکستان را تشکیل می‌دهند، ۸۵درصد این جمعیت سنی و بیشتر آن‌ها پیرو مذهب حنفی هستند. شیعیان ۵درصد جمعیت مسلمان این کشور را تشکیل داده و بیشتر آن‌ها نیز پیرو مذهب  اسماعیلیه هستند،
ازدیگر اقلیت‌های دینی می‌توان به یهودیان و بهاییان اشاره کردکه درصد بسیار کمی از جمعیت تاجیکستان را تشکیل می‌دهند یهودیان بیشتر در شهر دوشنبه سکنی گزیده‌اند.
۳)دین و سیاست:طبق قانون اساسی تاجیکستان، تشکیلات وگروه‌های دینی حق دخالت در امور سیاسی کشور را ندارد و از ورود به حیطه کارهای دولتی منع شده‌اند. با وجود این امر گروه‌های دینی در اوضاع سیاسی تاجیکستان بخصوص بعد از استقلال این کشور تأثیر فراوان داشته‌اند، تمامی امور دینی مسلمانان این کشور توسط اداره قاضیات اداره می‌شود که زمان تأسیس آن به سال ۱۹۸۸میلادی و حکومت اتحاد جماهیر شوروی بازمی‌گردد.
بعد از جنگ‌های داخلی و به قدرت رسیدن رحمان اف از حضور نیروهای دینی در قدرت سیاسی کاسته شده و سیاست جدایی دین از سیاست به شدت پیگیری می‌شود.
به دلیل کمتر توسعه‌یافتگی و تأثیرپذیری کم تاجیکستان از فرهنگ غربی، این کشور بسیاری از رسوم و ویژگی‌های فرهنگی خاص خود را حفظ کرده‌است؛ که از جملهٔ آن‌ها پوشاک مردم تاجیک است. قصه‌خوانی، توجه به آداب نیاکان، غذاهای محلی و هنرهای نمایشی از دیگر ویژگی‌های فرهنگی تاجیکستان است.

## موسیقی
موسیقی تاجیکی، شباهت بسیاری به موسیقی دیگر کشورهای آسیای مرکزی دارد. شش‌مقام سبک برجسته‌ای در موسیقی بومی تاجیک است، اگرچه فلک در جنوب تاجیکستان طرفداران زیادی دارد. در پامیر ولایت مختار کوهستان بدخشان موسیقی متفاوتی وجود دارد.

## نگارخانه

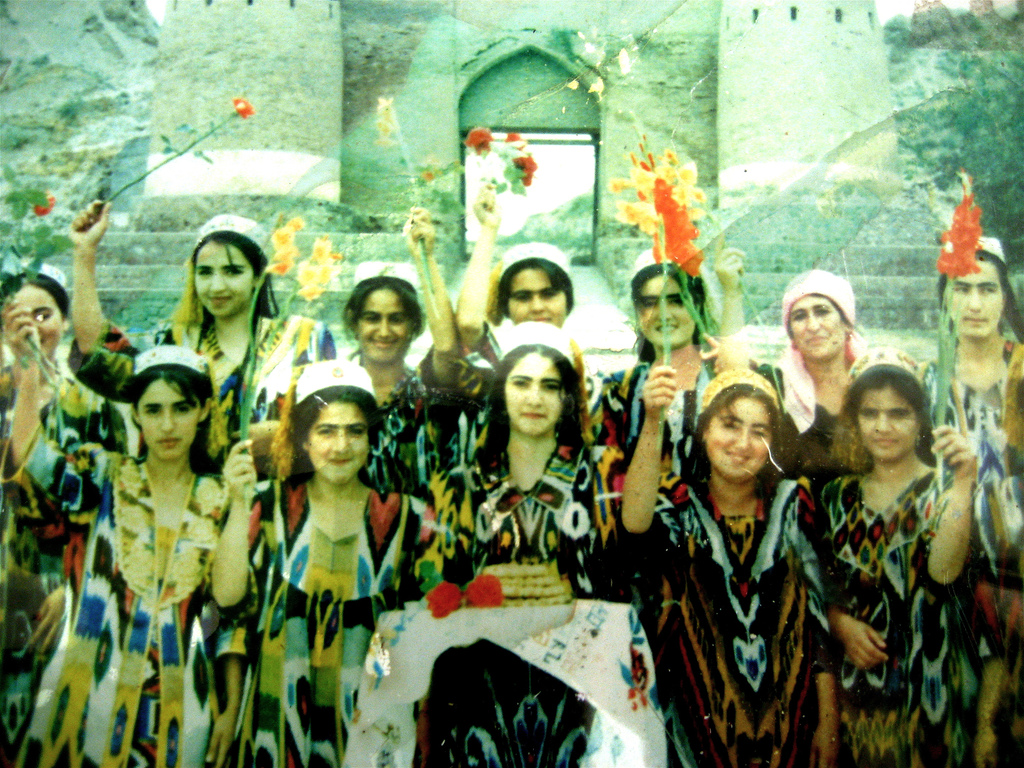
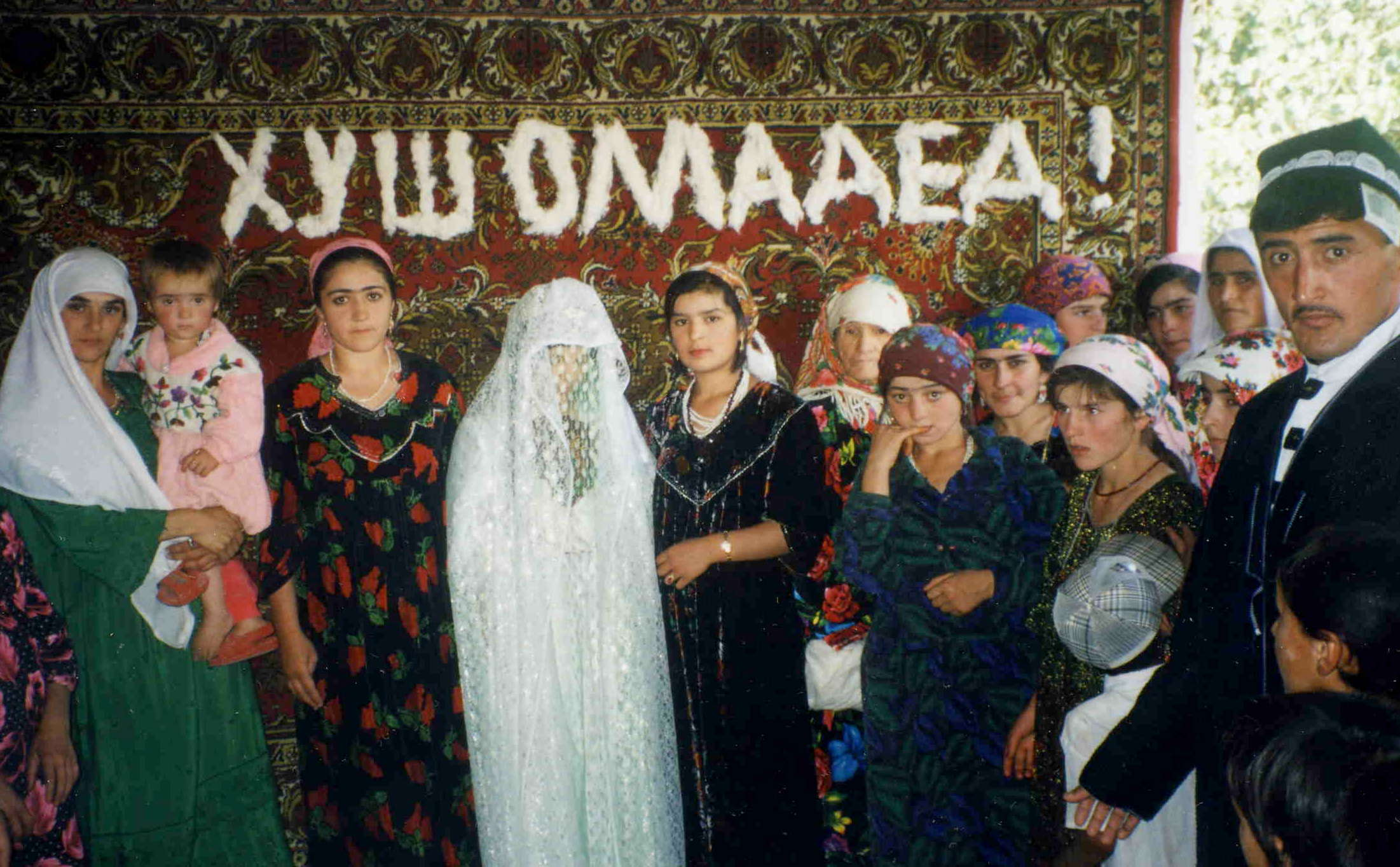
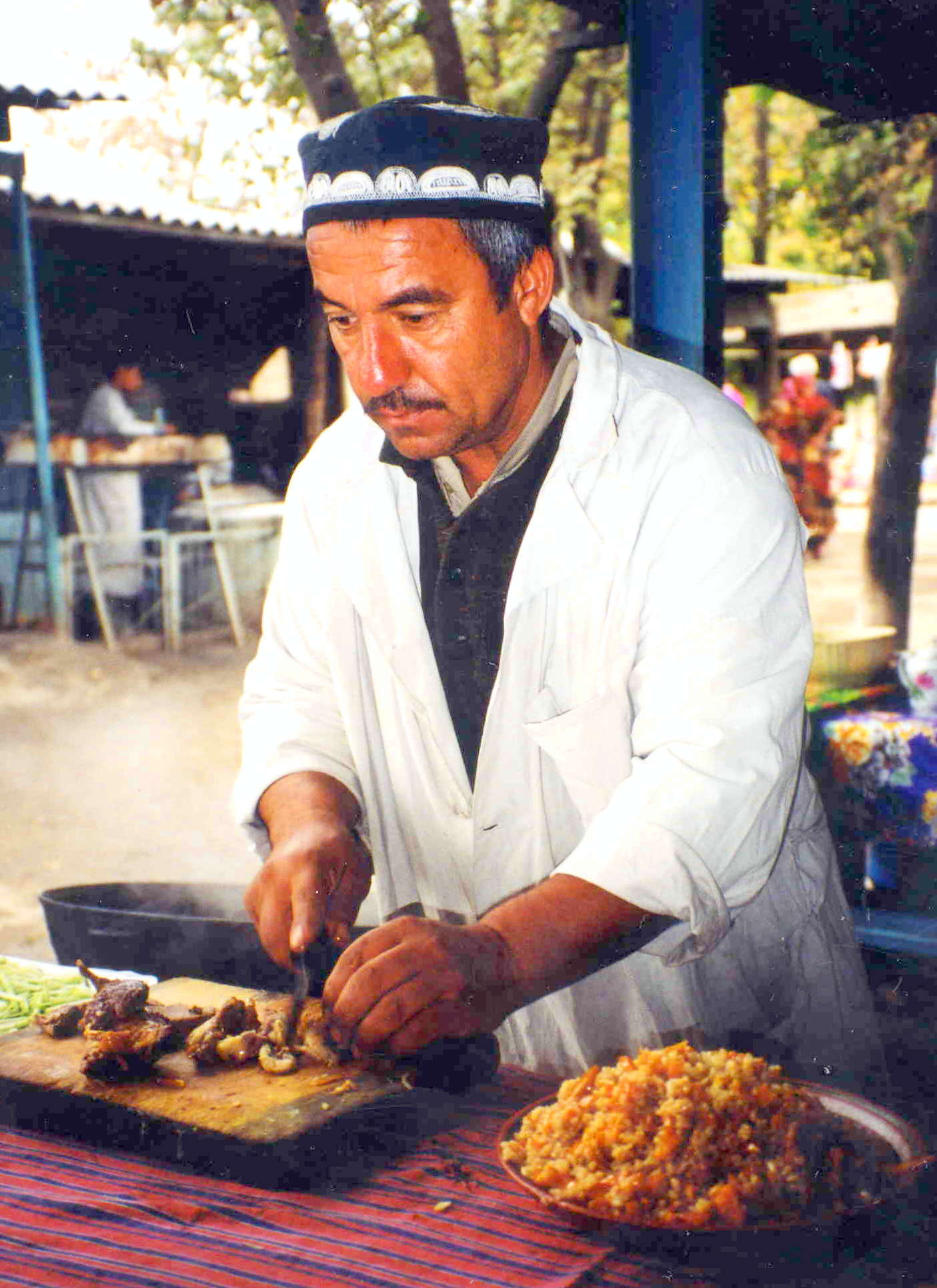